# Сокорево (озеро)
Сокорево — озеро в Рязанской области России. Входит в систему Клепиковских озёр. Площадь поверхности — 3,32 км². Высота над уровнем моря — 112 м.

## Физико-географическая характеристика
Озеро имеет карстовое происхождение. Является проточным озером реки Пра.
Берега озера низкие, большей частью заболоченные, местами илистые и песчаные.
Решением Рязанского облисполкома от 30 декабря 1974 г. № 366 «О признании водных объектов памятниками природы» озеро признано памятником природы. Основные охраняемые виды: малая крачка, жерлянка краснобрюхая, ящерица живородящая, обыкновенная медянка, водяной пастушок, серая утка, веретенник большой и др. Озеро находится на территории водно-болотного угодья «Пойменные участки рек Пра и Ока», занесённого в Список водно-болотных угодий международного значения, и на территории национального парка «Мещерский».
На юго-восточном берегу озера расположено село Стружаны.